# Retropropagació

Fig.1 Esquema de blocs simplificat

La retropropagació, en l'àmbit de les xarxes neuronals artificials, és un mètode que s'empra per a calcular el gradient que és necessari aplicar als pesos o coeficients dels nodes de la xarxa. La retropropagació s'utilitza molt per a entrenar xarxes d'aprenentatge profund. La retropropagació és un cas especial d'una tècnica més general anomenada derivació automàtica, on s'ajusten els coeficients de les neurones tot calculant amb l'algorisme del gradient descendent.

## Algorisme
Seqüència :
1. Inicialització del model donant un valor a les entrades.
2. Propagació (propagate forward) o càlcul dels valors de la sortida.
3. Càlcul de la funció de pèrdues (sortida obtinguda menys sortida desitjada).
4. DIferenciació o retropropagació dels errors de la sortida cap a l'entrada.
5. Actualització del valor dels coeficienets o pesos de les neurones.
6. Tornar al punt 2 tot iteraccionant fins a la convergència.